# Paola Pallottino
Paola Pallottino (Roma, 9 aprile 1939) è una storica dell'arte, illustratrice e paroliera italiana.

## Biografia
Figlia dell'etruscologo Massimo Pallottino, prima di dedicarsi a tempo pieno allo studio della storia dell'illustrazione e dell'immagine riprodotta, è stata illustratrice lei stessa.
Tra il 1966 e il 1976 ha lavorato per le case editrici Ponte Nuovo, Emme Edizioni, Zanichelli, Marsilio, Sansoni e Rizzoli, scrivendo e illustrando storie per l'infanzia (Maria Moll Cappero, Weekend, La barca) e testi scientifici. Appassionandosi ai problemi della raffigurazione scientifico-divulgativa, ha illustrato oltre una ventina di testi di geografia, matematica, psicologia, medicina, biologia e scienze naturali, tra cui 600 animali per la zoologia del Nuovo Zingarelli.
Parallelamente alla frequentazione con il mondo delle arti figurative (il padre Massimo Pallottino è stato direttore dell'Enciclopedia Universale dell'Arte), Paola Pallottino ha coltivato la passione per la scrittura e la poesia, incoraggiata dallo scrittore Aldo Palazzeschi, vicino di casa nel grande Palazzo che il marchese Giuliano Capranica del Grillo aveva regalato alla moglie, l'attrice Adelaide Ristori.
È dopo il matrimonio nel 1962 con l'architetto Stefano Pompei (figlio dell'illustratore Mario Pompei), durante una trasferta a Tunisi, che avviene la scoperta dei cantautori francesi e belgi Georges Brassens e Jacques Brel, esperienza che la spinse a scrivere poesie in forma di canzone.
Nel 1971, cinque anni dopo il suo definitivo trasferimento a Bologna, ha inizio il sodalizio artistico con Lucio Dalla, per il quale scrive il testo di 4 marzo 1943, insieme ad altre canzoni,  come Il gigante e la bambina, Il bambino di fumo, Un uomo come me e Anna bell'Anna.
Come paroliera, nel 1971 ha collaborato ai testi con il cantante-attore Silvano Pantesco (che li musicherà), per il disco Bianco come la neve rosso come il sangue, (canzoni sull'emarginazione e violenza sull'infanzia). Nel 1974 ha firmato le parole di Donna circo, disco a tematica femminista, musicato e cantato da Gianfranca Montedoro e pubblicato dalla BASF, e nel 1994 i testi di Giovanna d'Arco e La ragazza e l'eremita, incise da Angelo Branduardi nell'album Domenica e lunedì.
La carriera di paroliera è comunque passata in secondo piano e Paola Pallottino, allontanandosi progressivamente anche dalla originaria professione di disegnatrice e dedicandosi stabilmente allo studio dell'illustrazione.
Il primo significativo contributo in questo settore lo ha fornito nel 1978, quando per la casa editrice Nuova Cappelli ha ideato e realizzato la collana Cento anni di illustratori: nove volumi, (supportati da un ricco apparato iconografico) dedicati alle grandi ‘matite’ del secolo, da Sergio Tofano a Mario Pompei, da Antonio Rubino a Golia. Tra gli autori delle introduzioni che aprono otto dei nove volumi spiccano i nomi di Giulio Carlo Argan, Paolo Poli, Federico Fellini e Mario Luzi.
La sua attività di studiosa l'ha portata a pubblicare, negli anni successivi, libri, saggi, prefazioni e introduzioni, recensioni, articoli e voci per enciclopedie e dizionari, contribuendo in modo fondamentale alla nascita e alla sistematizzazione di una nuova disciplina, la storia dell'illustrazione.
Tra le opere fondamentali, va segnalata la Storia dell'illustrazione italiana, pubblicata da Zanichelli nel 1988. Il volume offre per la prima volta uno sguardo d'insieme sul percorso che l'immagine riprodotta ha compiuto in Italia, dalla xilografia all'invenzione della litografia fino alle più moderne tecniche di stampa.
Dal 1992 al 2005 è stata direttrice del "Museo dell'Illustrazione - Centro studi sull'immagine riprodotta", con sede a Ferrara, organizzando in tredici anni di attività numerose mostre collettive e monografiche.
Insieme alla ricerca, Paola Pallottino ha svolto anche un'intensa attività accademica: dal 1982 al 1992, chiamata da Renato Barilli (ordinario della cattedra di Fenomenlogia degli stili) come professore a contratto, ha insegnato Storia dell'illustrazione contemporanea presso il DAMS di Bologna. Nel 1998 è diventata professore associato presso l'Università di Macerata insegnandovi storia dell'arte contemporanea, mentre oggi insegna storia dell'illustrazione all'Accademia di belle arti di Bologna.
Nel 2010, la Storia dell'illustrazione italiana viene ripubblicata, con l'aggiunta di nuovi repertori iconografici e bibliografici, dalla casa editrice Usher.
Nel 2013 è protagonista del documentario La passione di Paola scritto e diretto da Michele Pompei e Elisa Satta (in collaborazione con Home Movies e Kiné)

## Opere
Collana 'Cento anni di illustratori', Bologna, Nuova Cappelli:
- Il Buttero cavalca ippogrifo, Duilio Cambellotti, introduzione di G. C. Argan, 1978.
- Una linea di sorriso, STO (Sergio Tofano), introduzione di P. Poli, 1978.
- L'altra faccia del pupazzetto, Mario Pompei, introduzione di E. Zedda, 1978.
- La matita di zucchero, Antonio Rubino, introduzione di B. Zapponi e una conversazione con F. Fellini, 1978.
- Il gigante avvelenato, Enrico Sacchetti, introduzione di Gec (E. Gianeri), 1978.
- C'era una volta un mago, Carlo Chiostri, introduzione di A. Faeti, 1979.
- Madamine, ministri e midenettes, Golia (Eugenio Colmo), introduzione di A. Barberis, 1979.
- L'asso degli illustratori, Piero Bernardini, introduzione di M. Luzi, 1979.
- Il pittore a 20.000 volt, Primo Sinopico (Raoul Chareun), introduzione di P. Pallottino, 1980.
- Ripresa dei "Cento anni", Roma, Stampa Alternativa-Nuovi Equilibri.
- Gustavino, 1989.
- Il calcio dipinto, introduzione di S. Ciotti, 1990.

- Grandezza e dignità delle "Figurine" di Francesco Carnevali, Urbino, Accademia Raffaello, Argalìa Editore, 1982.
- Caste dive nella vampa stridente. Sessanta illustratrici in Italia dalla fine dell'Ottocento agli anni Quaranta, Bologna, Kritik, s.d. (1983).
- Il libro delle ombre [a cura], Milano, Longanesi, 1983.
- Storia dell'illustrazione italiana, Libri e periodici a figure dal XV al XX secolo, Bologna, Zanichelli, 1988.
- Dall'atlante delle immagini. Note di iconologia, Nuoro, Ilisso, 1992.
- L'occhio della tigre. Alberto Della Valle fotografo e illustratore salgariano, Palermo, Enzo Sellerio, 1994.
- Bertoldo e i suoi illustratori, con C. Mangini, Nuoro, Ilisso, 1994.
- Tarquinio Sini, Nuoro, Ilisso, 1998.
- Storia dell'illustrazione italiana. Cinque secoli di immagini riprodotte, Firenze, Usher, 2010.
- Tre scritti sull'illustrazione, Marco Magnani, (curatrice Paola Pallottino) Pagine d'arte, M. Bianchi, 2003 ISBN 8886995520
- Le figure per dirlo. Storia delle illustratrici italiane, Torino, Treccani, 2019.